# Borgofranco d’Ivrea
Borgofranco d’Ivrea – miejscowość i gmina we Włoszech, w regionie Piemont, w prowincji Turyn.
Według danych na rok 2004 gminę zamieszkiwały 3634 osoby, 279,5 os./km².